# Mike Harrison

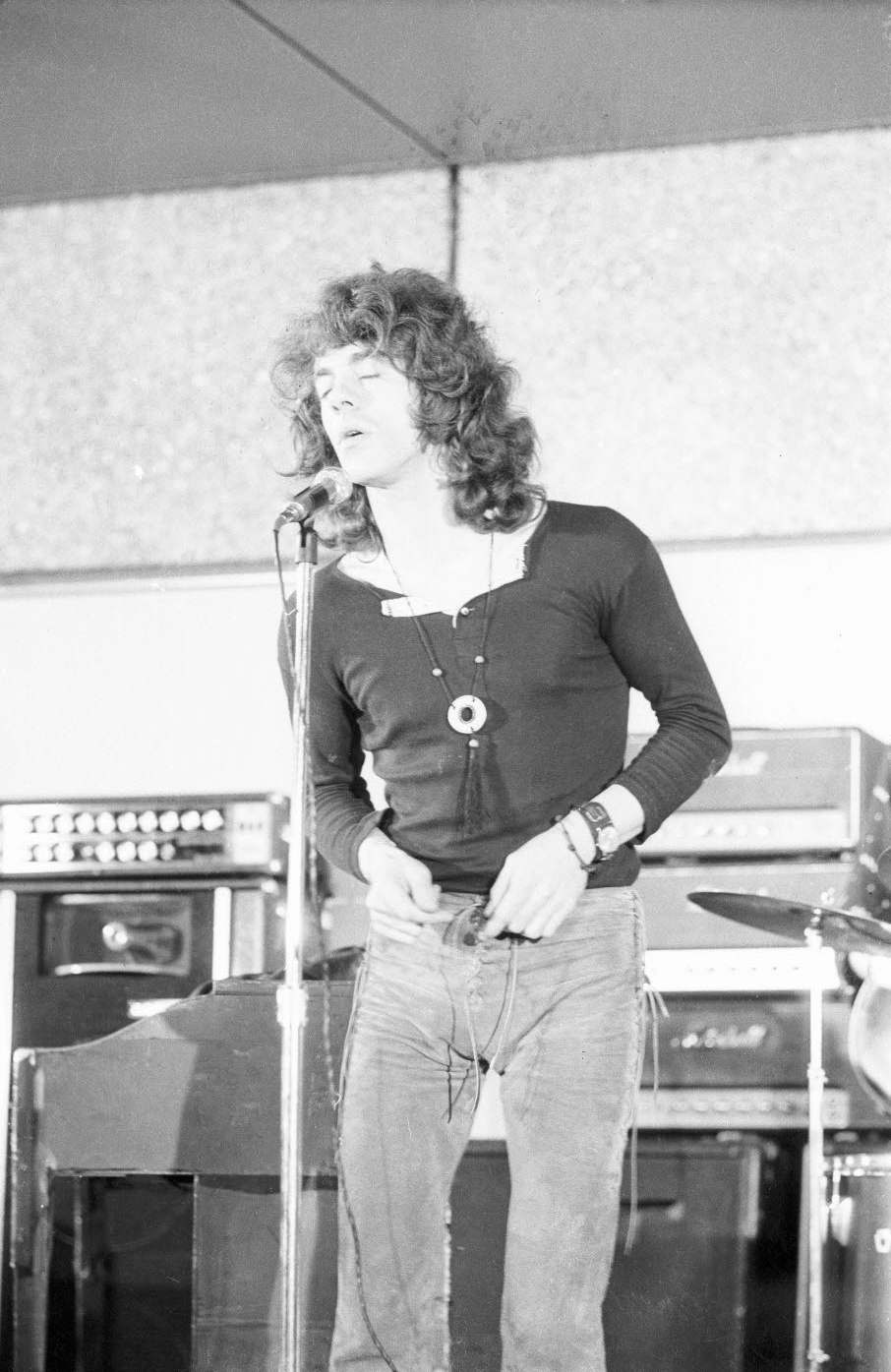
Mike Harrison (1969)

Mike Harrison (30. září 1942 v Carlisle, Cumbria – 25. března 2018) byl anglický hudebník. Nejvíce je znám pro své působení jako sólový zpěvák ve skupinách V.I.P., Art, Spooky Tooth, Hamburg Blues Band a dalších.

## Diskografie

### Art
- Supernatural Fairy Tales (1967)

### Spooky Tooth
viz Spooky Tooth

### Sólová alba
- Mike Harrison (1971)
- Smoke Stack Lightning (1972)
- Rainbow Rider (1975)
- Late Starter (2006)

### Hamburg Blues Band
- Mike Harrison meets The Hamburg Blues Band - Touch (2002)